# Hendrik Marten Honijk
Hendrik Marten Honijk (Purmerend, 1 april 1903 – Alkmaar, 7 mei 1983) was een Nederlands politicus.
Hij werkte eerst bij de gezamenlijke gemeentesecretarie van Kwadijk, Middelie en Warder en daarna bij de gemeente Wijdenes. In april 1929 werd hij benoemd tot klerk ter secretarie bij de gemeente Hilversum. In 1931 volgde hij K. Kool op als gemeentesecretaris van Venhuizen. Twee jaar later volgde daar zijn benoeming tot burgemeester. Midden 1967 werd Honijk bovendien de burgemeester van de gemeenten Schellinkhout en Wijdenes. Een jaar later ging hij met pensioen en in 1983 overleed hij op 80-jarige leeftijd.